# Arripis
Els Arripidae són una família de peixos marins inclosa en l'ordre Perciformes, dins la qual hi ha un sol gènere Arripis, comunament anomenats salmons australians malgrat no estan emparentats amb els veritables salmons. Es distribueixen per l'est d'Austràlia i Nova Zelanda. El seu nom procedeix del llatí arripio, que significa prendre de sobte. Tenen l'aleta dorsal tova i considerablement més llarga que l'aleta anal; membranes branquials no unides per istme; i tres singulars espines anals.

## Taxonomia
Existeixen 4 espècies agrupades en aquest gènere i família:
- Arripis georgianus (Valenciennes, 1831) - Salmó aspre
- Arripis trutta (J.R.Forster, 1801) - Salmó d'Austràlia
- Arripis truttacea (Cuvier, 1829)
- Arripis xylabion (Paulin, 1993) - Kahawai